# Yair Tarchitsky
Yair Tarchitsky (nascido em 1 de março de 1980) é um jornalista israelense e presidente do Sindicato dos Jornalistas em Israel . Ele escreveu e editou para proeminentes meios de comunicação israelenses, incluindo Maariv, Haaretz, Yedioth Ahronot, Globes, Rádio do Exército de Israel, Canal 2 e outros. Ele também atua como membro da diretoria do Conselho de Imprensa de Israel.

## Biografia
Desde a fundação do Sindicato dos Jornalistas em 2012, Tarchitsky atuou como seu presidente. Durante sua gestão, mais de 3.000 jornalistas se filiaram ao sindicato e ele sindicalizou mais de 25 veículos de comunicação, tornando o jornalismo um dos setores mais sindicalizados do país. Como presidente do sindicato, ele liderou movimentos para fortalecer o status dos jornalistas e a liberdade de imprensa, incluindo, entre outros, lutas contra publicidade encoberta, violência policial e militar contra jornalistas, e interferência política em radiodifusão pública. Em julho de 2016, ele foi reeleito para um mandato adicional de 4 anos como Presidente do Sindicato dos Jornalistas em Israel, cargo que ocupou até 2021. Em 2022, Tarchitsky concorreu em uma primária do Partido Trabalhista destinada a selecionar a lista eleitoral do partido antes de uma eleição legislativa . Ele foi colocado na 23ª posição na lista do partido.